# Agata (film)
Agata – brytyjski film kryminalny z 1979 roku częściowo oparty na faktach.

## Opis fabuły
Grudzień 1926 roku. Agatha Christie dowiaduje się od męża, że ten odchodzi z kochanką. Kobieta znika. Poszukiwań podejmuje się Wally Stanton – amerykański dziennikarz, detektyw amator. Agata znajduje się w uzdrowisku w Harrogate pod nazwiskiem kochanki swego męża. Wally zostaje wplątany w kryminalną intrygę i coraz bardziej ulega wpływowi Agaty...

## Obsada
- Dustin Hoffman – Wally Stanton
- Vanessa Redgrave – Agatha Christie
- Timothy Dalton – Pułkownik Archibald Christie
- Helen Morse – Evelyn Crawley
- Celia Gregory – Nancy Neele
- Paul Brooke – John Foster
- Carolyn Pickles – Charlotte Fisher
- Timothy West – Kenward
- Tony Britton – William Collins
- Alan Badel – Lord Brackenbury
- Robert Longden – Pettelson
- Donald Nithsdale – Wujek Jones
- Yvonne Gilan – Pani Braithwaite

i inni

## Nagrody i nominacje
Oscary za rok 1979
- Najlepsze kostiumy – Shirley Russell (nominacja)